# Knappfors
Knappfors eller Knappforsen-Knappforshyttan är ett hyttområde inom Karlskoga kommun, beläget omedelbart öster om naturreservatet Lunnedet.
Knappforsen omnämns första gången år 1626. På den södra sidan om forsen uppfördes under 1650-talet den så kallade äldre "Knappforshyttan", hyttan tilldelades privilegier i mars 1659. 
Blåsning av tackjärn fortgick fram till 1891.
I Knappfors färdigställdes år 1852 Knappfors sluss, som effektiviserade de transporter av tackjärn som gick sjövägen från Karlskoga och Nora bergslag till lastplatsen Sjöändan vid södra Bergsjön. Slussen i Knappfors förlorade sin betydelse under 1870-talet i samband med järnvägens utbyggnad, liksom att de stora bruken tillika industrierna ansåg att järnvägen kunde erbjuda säkrare och snabbare transporter. Intill Knappfors sluss uppfördes även en slussvaktarbostad samma år som slussen färdigställdes.

## Kungseken

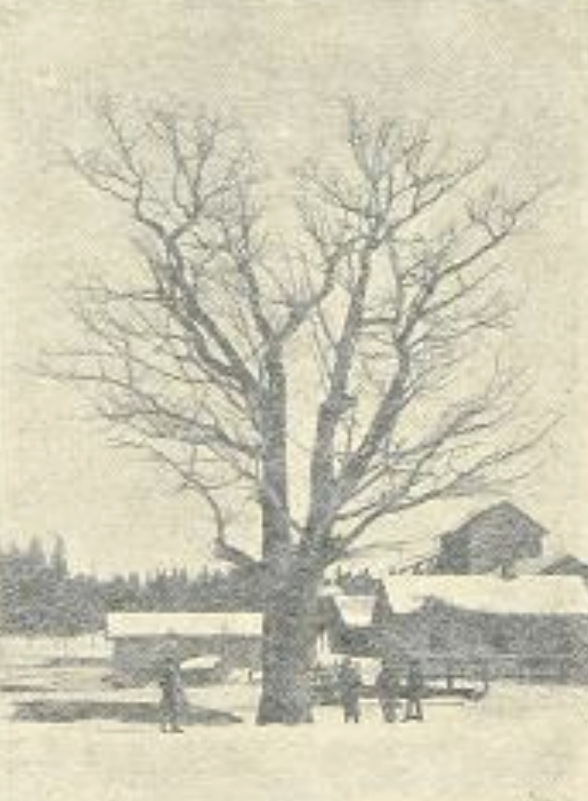
Kungseken i Knappfors.

Enligt en sannolikt uppdiktad sägen ska Gustav Vasas söner hertigarna Johan och Carl ha ingått det avtal om att störta den dåvarande kung Erik under den så kallade Knappforseken eller Kungseken som ännu finns kvar.